# اس‌اس کالیان
اس‌اس کالیان (به انگلیسی: SS Kalyan) یک کشتی است. این کشتی در سال ۱۹۱۵ ساخته شد.